# Андерсон, Этель
Этель Кэмпбелл Луиза Андерсон урождённая Мейсон (англ. Ethel Campbell Louise Anderson; 16 марта 1883, Ройал-Лемингтон-Спа, Уорикшир, Англия — 4 августа 1958, Сидней, Австралия) — австралийская поэтесса, писательница,эссеистка и художница.

## Биография
Родилась в Англии, детство провела в Австралии. Её родители были австралийского происхождения. Получила домашнее образование, затем окончила гимназию для девочек при англиканской церкви в Сиднее.
В 1904 году вышла замуж за бригадного генерала Остина Томаса Андерсона (1868—1949), служившего в Бомбее , куда сопровождала его. Родила дочь в 1907 году.
В начале Первой мировой войны её муж был отправлен во Францию, а Э. Андерсон переехала в Кембридж, (Англия), где училась рисованию в Даунинг-колледже, выставляла некоторые из своих работ. Расписывала фресками церкви, основала Клуб искусств и ремесел в Вустершире.
Занималась литературной деятельностью, в основном, в Великобритании. Считала себя поэтессой, но сейчас её больше всего ценят за остроумные и ироничные рассказы. Э. Андерсон называют «известным автором, художницей, искусствоведом и пионеркой модернизма». Помимо стихов, также писала рассказы и эссе.

## Избранные произведения
- Squatter’s Luck (1942)
- Adventures In Appleshire (1944)
- Timeless Garden (1945)
- Sunday At Yarralumla (1947)
- Indian Tales (1948)
- At Parramatta (1956)
- The Song of Hagar (1957)
- The Little Ghosts (1959)